# Амоніт (роман)
«Амоніт» (англ. Ammonite) — дебютний роман Ніколи Ґріффіт 1992 року в жанрі феміністичної наукової фантастики з лесбійською тематикою. Переможець літературної премії «Лямбда» у номінації ЛГБТ-фантастика та премії Джеймса Тіптрі-молодшого за наукову фантастику або фентезі, яке сприяє вивчення або розширює наше розуміння поняття гендеру.
У вересні 2012 року «Амоніт» увійшов до перезапущеної серії видань у м'якій обкладинці SF Masterworks (2010 — теперішній час). Серія складається з класичної науково-фантастичної літератури, яка вважається важливою і заслуговує на те, щоб її продовжували друкувати.

## Сюжет
«Амоніт» розповітає історію Марге Тайшана, антропологині та працівниці державної установи, Ради з питань розселення та освіти (SEC). Вона вирушає як представниця SEC на планету Джіп (від англійської абревіатури «GP», Планета Гренстома). Декілька століть тому Джіп колонізували люди з Землі, але зв'язок з колонією був втрачений, і тепер планета є мішенню для переколонізації зловісною компанією Durallium («Компанія»). За кілька років до початку подій роману компанія відправила на планету експедицію технічного персоналу та охорони (останніх називали «Дзеркала» через дзеркальні шоломи на бойовій броні); через короткий час всі чоловіки та багато жінок з експедиції померли від вірусу-ендеміка, також відомого як джіп. У результаті планета була переведена під карантин, і ніхто з членів експедиції, що вижили, не отримали дозволу повернутись. Одна з таємниць планети полягає в існуванні автохтонного населення, цілком жіночого, яке, очевидно, походить з первісної колонії.
Тайшана вирушає на Джіп не лише для вивчення аборигенської культури, але й для випробування потенційної вакцини від джіпу. Вона здійснює подорож по Джіпу, проживаючи разом з кількома носійками аборигенської культури. Незадовго після початку подорожі Тайшана була захоплена та поневолена кочовими Ечайдаями, одна з яких, Уайсні, вважає себе Духом Смерті, обраною представницею богині смерті, призначену здійснити апокаліпсис. Після втечі від Ечайдеїв, потерпаючи від екстремальної зими, Тайшана доходить до тихого села Оллфосс, де приєднується до сім'ї й перестає приймати вакцину, дозволяючи проникнути вірусу до свого тіла, і по-справжньому вивчає, що означає бути «рідною» (зокрема і як аборигенки зачинають дітей). Вона вивчає містичну дисципліну «пошук духу», а згодом стає «вієєрою» (мандрівною мудрицею). Потім Тайшана змушена опинитися в центрі конфлікту між «Дзеркалами» та «Ечайдаями» під керівництвом Уайсні. Вона припиняє конфлікт, але незабаром після цього компанія, вважаючи, що вакцина була невдалою, знищує космічну станцію, яка перебувала на орбіті Джіпу, щоб ізолювати людей на планеті. Проте Тайшана і «Дзеркала» вважають, що одного дня компанія повернеться, й вони мають бути готовими до цього.
Адаптація до життя на Джипі, здається, є головною темою роману Ґріффіт, і не лише Марге, але й іншого персоналу компанії, які теж зрештою змушені оселитися на Джіпі та пристосовуватися до культури, створеної попередніми колоністками, щоб пристосуватися до навколишнього середовища планети.

## Нагороди
- 1993: Меморіальна премія Джеймса Тіптрі-молодшого[1].